# تعقيد لا اختزالي

تعقيد لا اختزالي أو تعقيد غير قابل للاختزال (بالإنجليزية: Irreducible complexity)‏ ، فكرة مركزية عند مؤيدي التصميم الذكي، وتقول بأن بعض الأنظمة الحية تبلغ درجة من التعقيد بحيث يستحيل تصور أنها قد تطورت عبر سلسلة تعديلات صغيرة متراكمة أقل تعقيدًا بآلية الانتخاب الطبيعي.
 عالم الكيمياء الحيوية مايكل بيهي، أول من استخدم المصطلح عرف النظام مستحيل الإنقاص أنه «النظام المركب من أجزاء متعددة شديدة التناسق وتفاعلها يساهم بصورة منسقة للنظام بأكمله، وإزاحة أي جزء من اجزاء النظام يؤدي إلى توقف وظيفة النظام بأكمله»، وقد وصف الفكرة في كلمة القاها في معهد ديسكفري:
| تعقيد لا اختزالي | كيف يمكننا أن نقرر إن كانت نظرية داروين يمكن أن تفسر تعقيد الحياة الجزيئية؟ اتضح لنا أن داروين نفسه هو من وضع هذه المعايير. فقد أقر بأنه: (إذا أمكن إثبات وجود أي عضو معقد لم يكن من الممكن تشكيله عبر العديد من التعديلات الطفيفة المتتالية، فإن نظريتي ستنهار تمامًا. ولكن ما هو نوع النظام البيولوجي الذي لا يمكن تشكيله عبر "العديد من التعديلات الطفيفة المتتالية"؟) إن التعقيد غير القابل للاختزال هو عبارة استخدمها لتعني نظامًا واحدًا يتكون من عدة أجزاء متفاعلة، بحيث تؤدي إزالة أي جزء من الأجزاء إلى توقف النظام عن العمل. مثال يومي للتعقيد غير القابل للاختزال هو مصيدة الفئران البسيطة. تتكون مصيدة الفئران من عدد من الأجزاء،حيث هناك: 1) لوح خشبي مسطح بمثابة قاعدة 2) مطرقة معدنية، والتي تقوم بالمهمة الفعلية لسحق الفأر 3) نابض ذو نهايات ممتدة للضغط على القاعدة والمطرقة عند إعداد المصيدة 4) الزناد الحساس الذي ينطلق عندما يتم تطبيق ضغط طفيف 5) شريط معدني يصل إلى الزناد ويثبت المطرقة مرة أخرى عند إعداد المصيدة. لا يمكن التقاط عدد قليل من الفئران باستخدام قاعدة خشبية فقط، وعند إضافة نابض لا يمكنك التقاط المزيد من الفئران، وعند إضافة زناد لا يمكنك القبض على عدد قليل آخر. يجب أن تكون جميع قطع المصيدة في مكانها، لذلك فإن مصيدة الفئران مثال على التعقيد بشكل غير قابل للاختزال. لا يمكن إنتاج نظام معقد غير قابل للاختزال عبر العديد من التعديلات الطفيفة المتتالية لنظام السلائف، لأن أي سلائف لنظام معقد غير قابل للاختزال يفقد جزءًا هو بحكم التعريف غير وظيفي، وجود نظام بيولوجي معقد غير قابل للاختزال سيكون تحديًا قويًا للتطور الدارويني. نظرًا لأن الانتقاء الطبيعي لا يمكن أن يختار سوى الأنظمة التي تعمل بالفعل، فعندها لن يمكن اعتباره نتيجة لعملية تدريجية بل يجب أن يكون قد نشأ كوحدة متكاملة، بضربة واحدة، وبعد النشأة يكون للانتقاء الطبيعي نظام بيولوجي يعمل عليه. إن بيان أن النظام معقد بشكل غير قابل للاختزال ليس دليلاً دامغًا على عدم التدرج في تكوينه، فعلى الرغم من أنه لا يمكن إنتاج نظام معقد بشكل غير قابل للاختزال على مراحل، لا تُستبعد إمكانية وجود مسار دائري غير مباشر لتكوين النظام بشكل معقد غير قابل للاختزال، لكن مع زيادة التعقيد، تنخفض احتمالية هذا التكون عبر مسار غير مباشر. في حالة وجود وازدياد الأنظمة البيولوجية غير المفسرة والمعقدة بشكل غير قابل للاختزال، سيرجَّح بأن المعيار الذي وضعه داروين لفشل نظريته قد تحقق. | تعقيد لا اختزالي |

وقدم علماء الأحياء التطورية اعتراضات وأدلة علمية حول إمكانية تطور مثل هذه النظم من أجزاء أقل تعقيدًا، يعتبر التعقيد أو نظام ما غير قابلية الاختزال إذا لم يكن من الممكن وصف ديناميكيته أو التنبؤ بحركية نظام ما عن طريق دراسة نموذج مبسط مشتق منه أو دراسة النموذج محليًا local analysis
اقترح مايكل بيهي الأنظمة المعقدة غير القابلة للاختزال في سياق التصميم الذكي وهو يعرفها كالتالي:
| تعقيد لا اختزالي | نظام فريد مكون من العديد من الأجزاء المتفاعلة المترابطة مع بعضها بشكلٍ جيد والتي تساهم في الوظيفة الأساسية للنظام، بحيث إن إزالة أي جزء من هذه الأجزاء سيؤدي إلى توقف النظام عن العمل. | تعقيد لا اختزالي |

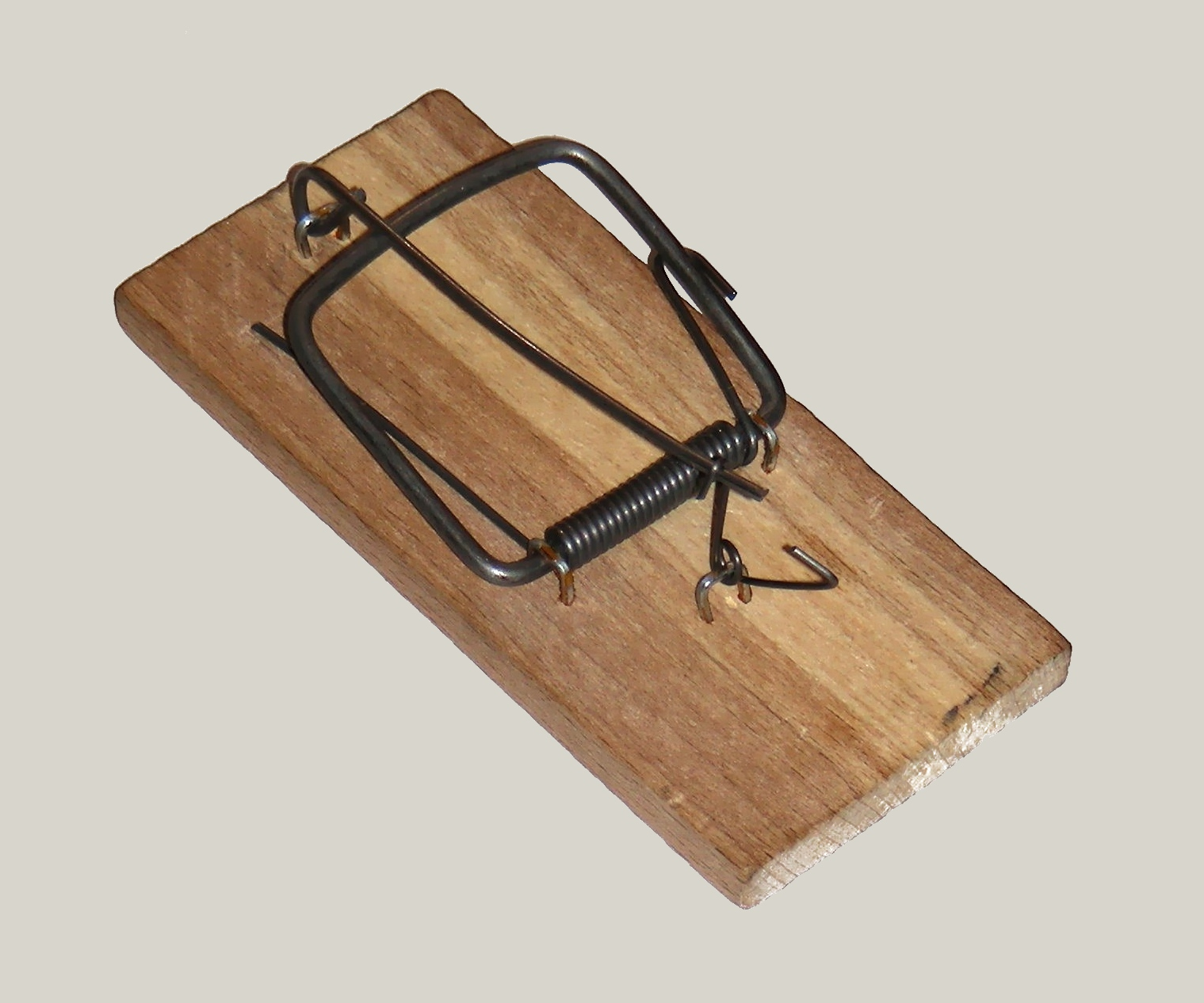
استخدم بيهي مصيدة الفئران كمثال توضيحي لمفهوم التعقيد غير القابل لاختزال. تتكون مصيدة الفئران من عدة أجزاء متفاعلة مع بعضها البعض (القاعدة، الطعم، النابض، الماسك) ويجب أن تكون جميع هذه القطع موجودة في مكانها حتى تعمل المصيدة. وإن إزالة إي من هذه الأجزاء سيعطل عمل مصيدة الفئران

يؤكد مؤيدو التصميم الذكي أن الاصطفاء الطبيعي لا يمكن أن يخلق أنظمة معقدة غير قابلة للاسترجاع، لأن الوظيفة الناتجة بفعل الاصطفاء الطبيعي تتواجد فقط عندما تكون كل الأجزاء مجمعة. 
أمثلة بيهي  حول الآليات البيولوجية المعقدة غير القابلة للاختزال تتضمن السوط الموجود في بكتريا إشريكية قولونية، اندفاعات تخثر الدم، الأهداب، نظام المناعة التكيفي.
يشير النقاد إلى أن حجة الأنظمة المعقدة غير القابلة للاختزال تفترض بأن الأجزاء الضرورية لنظام ما كانت دائماً ضرورية له، لذلك من غير الممكن أنها أضيفت بشكلٍ متعاقب. ويجادلون بأن شيئاً ما قد يكون في البداية مفيداً فحسب، فيصبح لاحقاً شيئاً ضرورياً، خلال تغير المكونات الأخرى.
إضافة إلى ذلك، يناقش النقاد أن التطور يستمر عبر تبديل الأجزاء الموجودة سابقاً، أو عبر إزالتها من النظام، بدلاً من إضافتها، وهذا ما يشار إليه أحياناً ب «اعتراض التسقيل» تشبيهاً بعملية التسقيل (الإسناد أو الدعم بسقالات) والتي يمكن أن تدعم بناءً «معقداً غير قابل للاسترجاع» حتى يكتمل ويصبح قادراً على الانتصاب بمفرده.